# Noshornshuggorm
Noshornshuggorm eller noshornspuffadder (Bitis nasicornis) är en ormart beskriven av George Shaw 1802 som karakteriseras av två stycken spetshorn på nosen. Arten är giftig och tillhör i släktet Bitis som ingår i familjen huggormar. Inga underarter finns listade.
Arten förekommer i stora delar av Afrika söder om Sahara och söderut till Angola och Zambia. Den saknas i Kongobäckenets centrala delar. Honor lägger inga ägg utan föder levande ungar.

## Bildgalleri

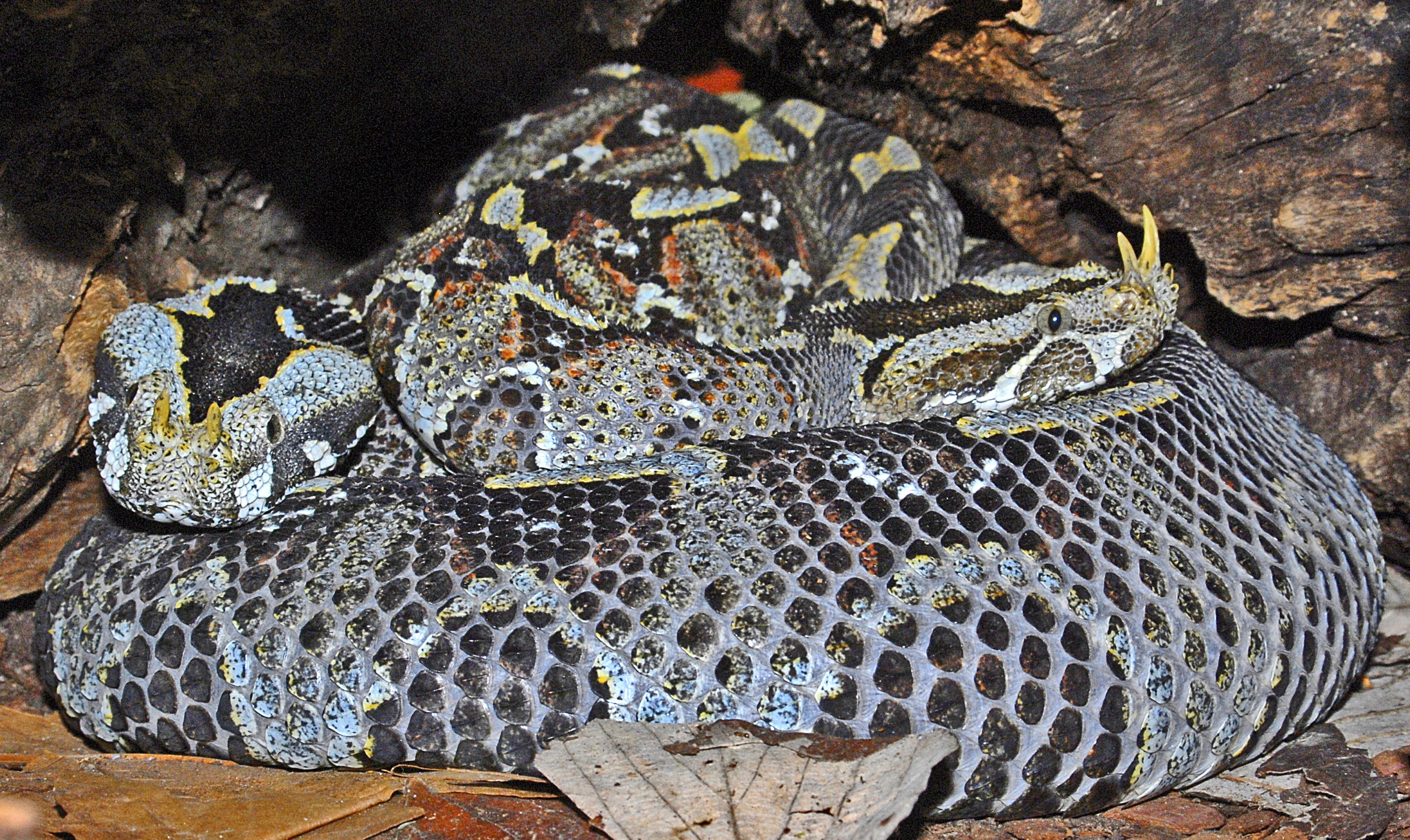
Två stycken noshornshuggormar som kramas under ett träd
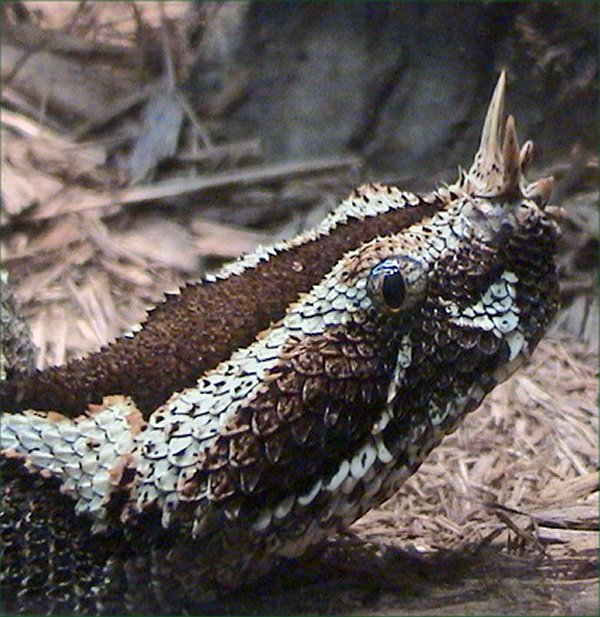
Närbild på noshornshuggormens horn
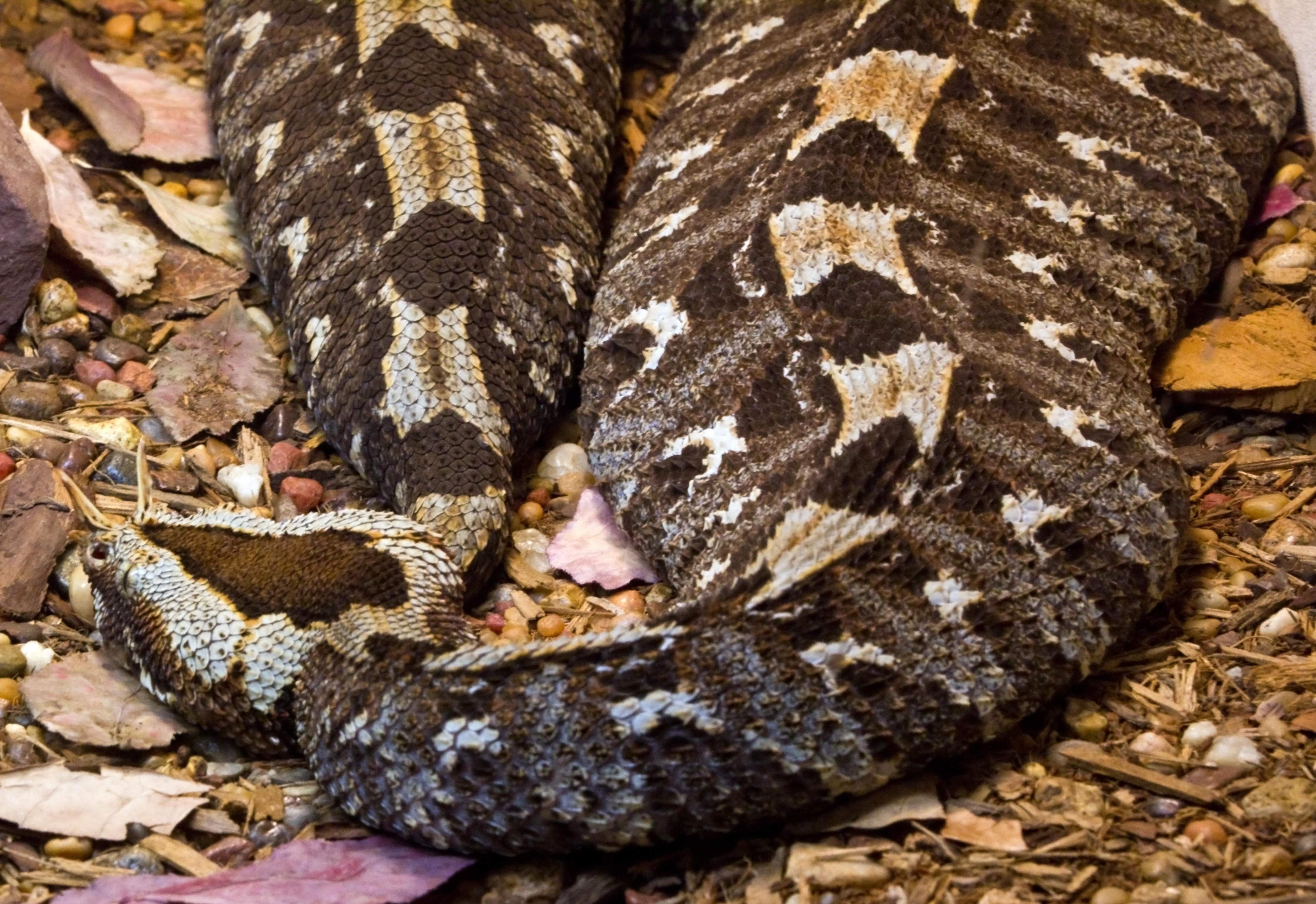
Fullvuxen noshornshuggorm
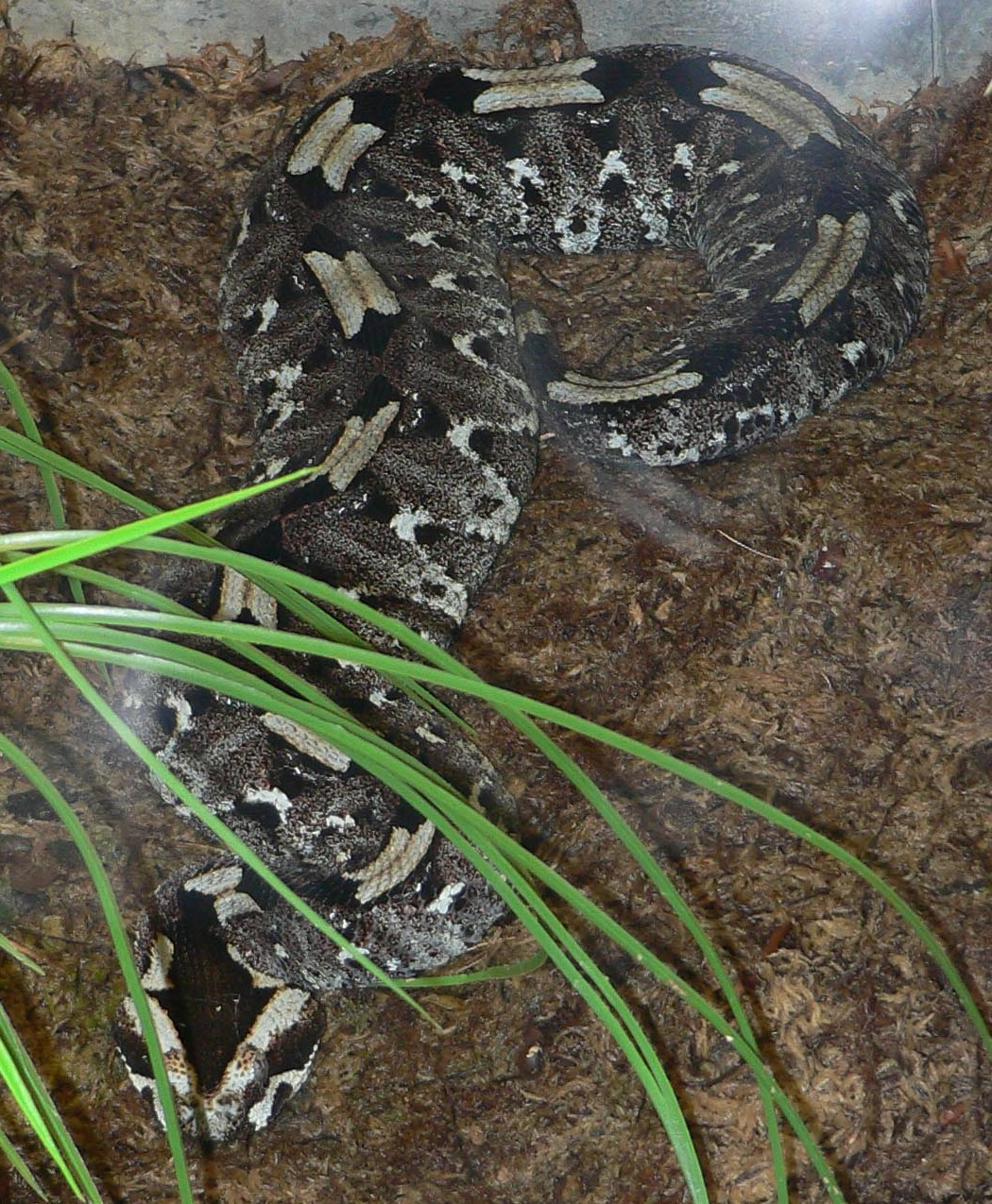
Noshornshuggorm hos Philadelphia Zoo, USA
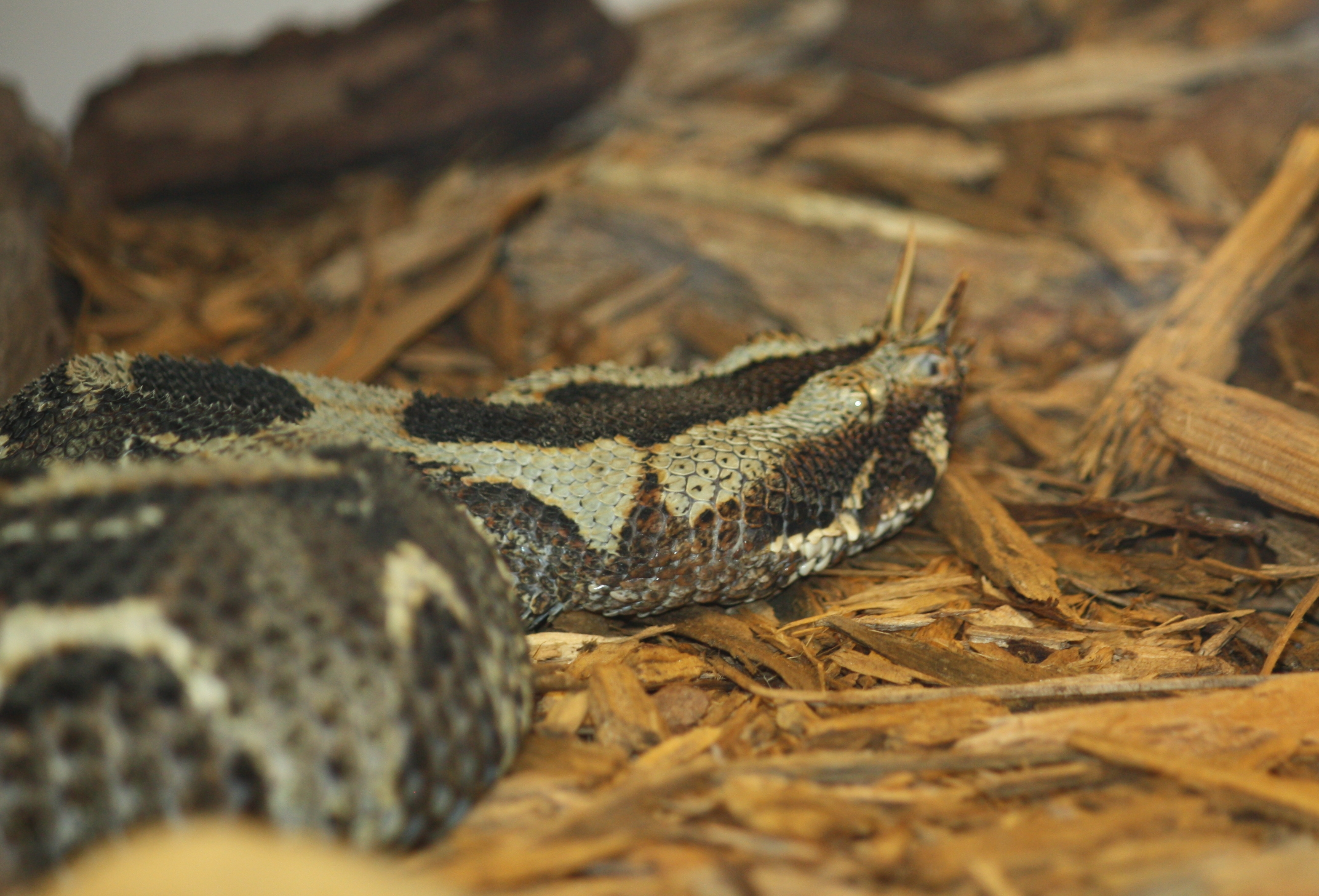
Noshornshuggorm hos Cincinnati Zoo and Botanical Garden, USA
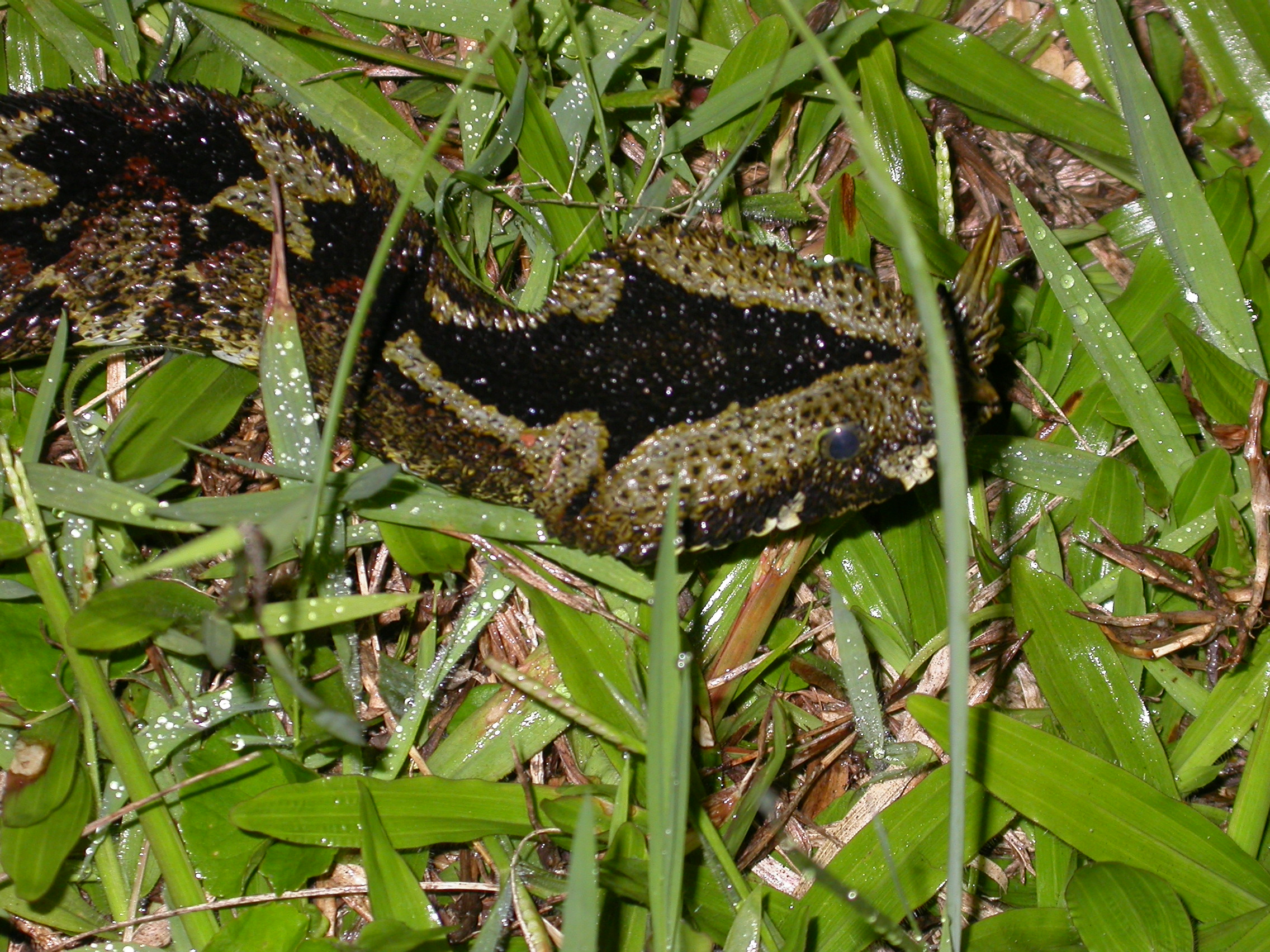
Noshornshuggorm i Kibale National Park, Uganda
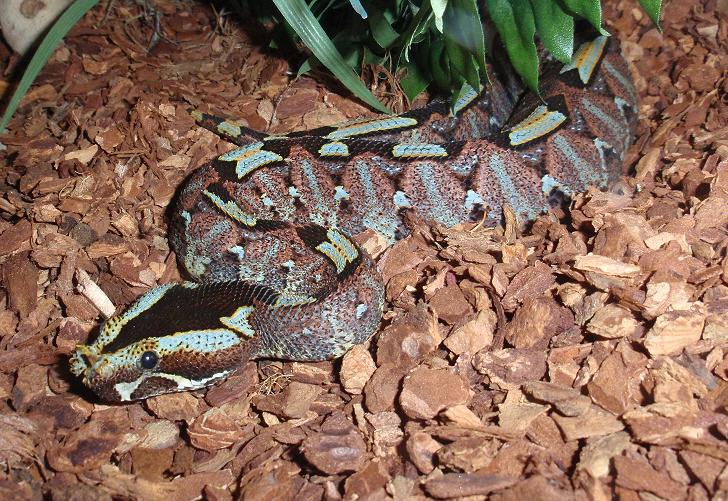
Juvenil noshornshuggorm
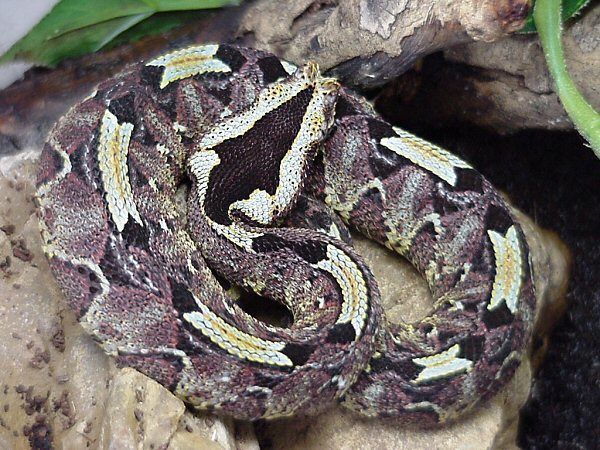
Täckning av juvenil noshornshuggorm
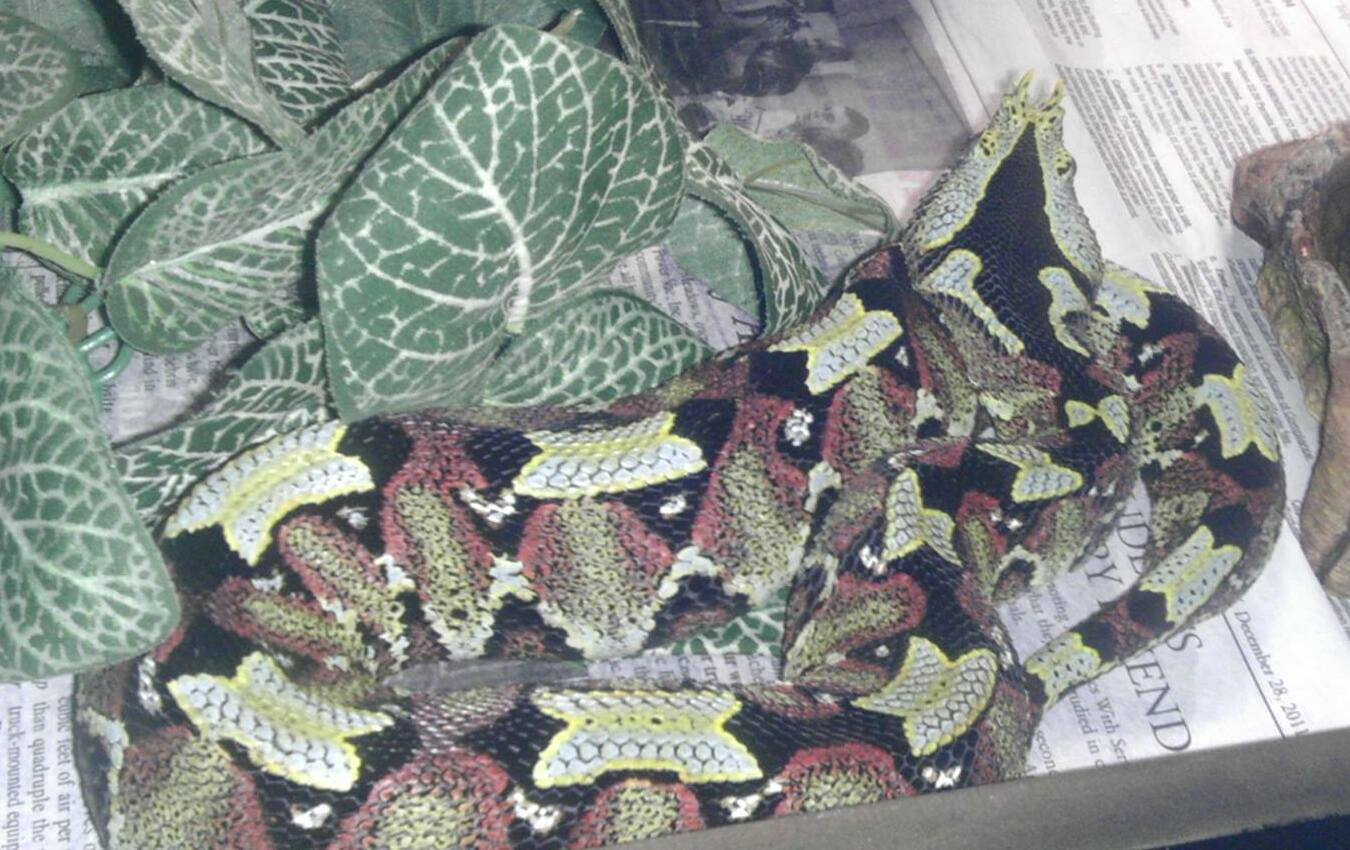
Täckning av adult noshornshuggorm